# Feine Gesellschaft – beschränkte Haftung
Feine Gesellschaft – beschränkte Haftung ist ein 1981 von Ottokar Runze in Hamburg gedrehter, deutscher Spielfilm mit drei der bedeutendsten, drei Kino-Generationen umfassenden, deutschsprachigen Stars des internationalen Films in den Hauptrollen: Elisabeth Bergner, Lilli Palmer und Hardy Krüger.

## Handlung
Hamburg Anfang der 1980er Jahre, zur Zeit der um sich greifenden Hausbesetzungen in der Alternativlerszene. Auch die schon sehr betagte Stadtstreicherin Else, ein echtes Original, soll nach dem Willen des Senats mit den anderen Bewohnern eines besetzten Hauses selbiges sofort verlassen. Die Polizei rückt an und trägt einen der illegalen Bewohner nach dem anderen aus dem Gemäuer. Nur die alte, resolute Else stellt sich quer und protestiert lautstark. Was niemand weiß: Else ist die ältere Schwester von Hilde, der Besitzerin des Hauses und zugleich Chefin eines weltweit operierenden Konzerns. Die Grande Dame residiert standesgemäß in einer edlen Villa an der Elbchaussee. Else war diese Zurschaustellung von Reichtum und Zugehörigkeit zu der angeblich „besseren Gesellschaft“ seit jeher suspekt, und sie hat sich von all dem losgesagt. Ihren Erbanteil überließ sie hungernden Waisenkindern in Indien. Stattdessen läuft die störrische Alte mit dem großen Herzen nun durch Hamburg und beobachtet wachen Auges ihre Umwelt.
Nahezu zeitgleich wird in der Hansestadt von den Ganoven Raimund und Hinrich eine Bankfiliale überfallen und ausgeraubt. Doch bei dem Bruch geht so einiges schief, und das Geld bleibt nur kurzzeitig in ihrem Besitz. Else, die sich als nunmehr Obdachlose auf dem Weg zur Villa ihrer Schwester aufmacht, beobachtet diese Geschehnisse und wird von den trotteligen Schmalspurganoven kurzerhand als Geisel und unliebsame Zeugin mitgeschleppt. Da Else zu Hilde unterwegs ist, die Ganoven sie für wohlhabend halten, da sie ja mit Hilde eine Schwester an der Elbchaussee besitze und diese noch mehr Geld zu versprechen scheint, wollen sich die beiden Bankräuber an Hildes Vermögen schadlos halten – quasi als Ausgleich für das durch die Lappen gegangene Geld aus dem Bankraub. Vor der Villa angekommen stößt auch noch der Tippelbruder Kolbe zu ihnen.
Doch die Pechsträhne von Raimund und Hinrich reißt einfach nicht ab: Da der Konzern-Bevollmächtigte tags zuvor sich das Leben genommen hatte, um sich nicht für den nunmehr unübersehbaren Bankrott der Firma verantworten zu müssen, ist auch an der Elbchaussee für die bankrotten Bankräuber nichts mehr zu holen. Die Gläubiger haben bereits unmittelbar zuvor zugeschlagen und alles, was nicht niet- und nagelfest ist, an sich genommen. Die Gangster versuchen, durch Verhandlung mit den Vertretern der Gläubiger doch noch an „ihr“ Geld zu kommen – vergebens. Sie flüchten vor der Polizei durch die Elbe … während am anderen Ufer die geraubten Banknoten angeschwemmt wurden, in diesem Zustand leider komplett unverwertbar. Am Ende sind alle düpiert, und Else und Hilde bleibt nichts anderes übrig, als in dem abbruchreifen Haus, das den Schwestern einst gehörte, Unterschlupf zu suchen.

## Produktionsnotizen
Feine Gesellschaft – beschränkte Haftung, in Zusammenarbeit mit dem ZDF hergestellt, entstand Mitte 1981 in Hamburg und wurde am 23. Februar 1982 im Rahmen der Berlinale uraufgeführt. Massenstart des Films war am 12. März 1982.
Für Theater- und Filmlegende Elisabeth Bergner war dies der letzte Auftritt in einem Kinofilm.
Mit lediglich 22.562 zahlenden Besuchern bis Mitte 1983 galt der Film als ausgesprochener Kassenflop.

## Kritiken
Die Beurteilungen dieses Films fielen mau bis schlecht aus. Nachfolgend eine kleine Auswahl:
Die Zeit fand, dass die Handlung bis zum zweiten Ortswechsel „noch Tempo und Witz“ besessen habe. Jedoch sei die Belagerung der Villa „langatmig, das Zusammenspiel der Darsteller spannungslos. Etwas zu lachen gibt es kaum.“
Das Lexikon des internationalen Films sah in dem Film den „Versuch einer satirischen Komödie, dem es an Witz und Originalität mangelt.“
Für Das große Personenlexikon des Films erzeugte Feine Gesellschaft – beschränkte Haftung trotz der prominenten Besetzung „primär gähnende Langeweile.“